# Chvalovice (Boêmia do Sul)
Chvalovice é uma comuna checa localizada na região da Boêmia do Sul, distrito de Prachatice.